# 全美超級模特兒新秀大賽
《全美超級模特兒新秀大賽》（又译：全美未來超模大賽、全美超模）是一個給予參賽者爭奪模特兒及化妝品合約的美國真人秀，由知名模特兒Tyra Banks擔任主持及監製選出新一代超模。該新秀大賽由2003年開始在UPN電視網絡播放，2006年由於UPN和WB電視台合併成The CW，故由第七季起改為The CW播放。
随着2011年超人前传完结，全美超模大赛和篮球兄弟并列同为CW电视台播放时间最久的节目，全美超模大赛也是CW电视台播放时间最久的真人秀。
然而，隨著電視台的一切考量，在2015年10月，CW電視台宣布不再續約下一季，而製作人Tyra Banks也在自己的推特上宣布第22季為本節目的最後一季。
2016年2月23日，VH1宣布接手本節目並預訂第23季14集，而Tyra Banks將不再擔任主持人，主持人將由模特兒Rita Ora擔任。
2017年3月17日，Tyra Banks宣布回歸節目，擔任第24季主持。

## 節目簡介
ANTM（America's Next Top Model的簡稱）由第三季開始每半年舉辦一次。第十八季已於2012年2月29日在CWTV播放。
泰拉·班克斯是節目主持人，在推出首季ANTM時，曾邀請多名專業的時裝界人士擔任評判，包括：前模特兒、現任Baby Phat時裝設計師姬摩拉·西門絲（Kimora Lee Simmons）、時裝雜誌Marie Claire（現為Seventeen Magazine）編輯博·昆利恩（Beau Quillian）及自稱為「世界第一位超模」的珍妮絲·狄金森（Janice Dickinson）。
但是到了第二季就只有泰拉．班克斯及珍妮絲．狄金森留任評判，其他席位就改為加入兩位新面孔擔任，包括：時裝雜誌Jane Magazine編輯艾力·力高遜（Eric Nicholson）及前模特兒、現任時裝攝影師尼祖·百克（Nigel Barker）。及後到了第三季，時裝雜誌編輯兼形象總監諾爾·馬連就取代了艾力·力高遜，開始與泰拉、珍妮絲及尼祖擔任評判至第四季。
由於言論大膽的珍妮絲在第四季時與部份評判不咬弦，因此於第五季辭退評判一職，因而造就另一傳奇模特兒崔姬（Twiggy）加入並取代她的評審位置。而另一方面諾爾·馬連亦巧合在第五季中放棄擔任評判，改為泰雅的好友兼走秀台步訓練師杰伊·亞歷山大（J.Alexander）頂上。此評審團一直保持到第九季。而泰雅另一好友杰·曼紐爾（Jay Manuel）亦由第一季開始擔任模特兒的形象指導及由第二季開始擔任拍照監督至今（第十八季）。
第十季，崔姬因為時間不能配合節目而被捷克名模寶麗娜·波域斯高娃取代。但在第十三季，寶麗娜辭退評判席位，從此ANTM便保持三人的評審團。後來在第十四季，Vogue明星編輯顧問André Leon Talley擔任評判，並取代了杰伊·亞歷山大，而杰伊·亞歷山大亦會繼續擔任走秀台步老師，主力教導參賽者們的走秀台步，在第18季由Kelly Cutrone取代André Leon Talley。

## 比賽過程
每季大約共有十至十六名的參賽者，一共有九至十三集，當中有一集是回顧。自第三季開始，第一集為預賽，播放入圍者入圍過程。而每集有一人被淘汰。（有例外，例如第四季第七集、第十三及第十四季第十集、第十五季第十一集、第十七季第七集均淘汰了兩人。而第五季第九集、第十七季第五集、第十八季第四集沒有淘汰）而淘汰何人是由評判決定。
每集參賽者都要學習不同的東西，可能是學習擺姿勢、拍照、走秀、化妝、見客、國家文化等等。學習之後眾女將會進行小比賽，勝出者能夠挑選數人一同享受獎品。
之後她們會和拍照指導杰曼紐爾一同拍照，照片會用於評判的評審。拍照主題非常的多種類，例如泳裝照、裸照、大頭照、與動物拍照、與男模特兒拍照、內衣廣告、或各種主題照片（例如第四季的七宗罪、第七季的負面模特兒）等等。有時會以拍攝廣告作評審，如第一季為隱形眼鏡拍攝廣告、第三季為罐頭湯拍攝廣告等，而第一季、第二季、第九季和都有一集並非拍攝廣告或拍攝照片，第一季是以往時的照片和參賽者本人的潛質作評審；第二季、第九季、第十七季及第十八季她們則要拍攝音樂錄影帶作評審。
最後，她們將見評審，決定將會出局。首先她們要在評判前展示在該集學習過的技能（自第八季起取消此橋段），然後會評審照片。評審準則包括：照片或廣告表現、個性、潛能、小考驗、對應等多方面。
評審過後，泰拉會根據該週表現由好到差一個一個叫名，沒被叫名的最後兩人稱包尾二人（Bottom Two），她們會接受泰拉的批評。最後一人會留下，另一人會出局。由第十三季開始，只剩下四名選手時會包尾三人，淘汰兩人。到了最後一集，她們會為CoverGirl拍攝照片／廣告（第三季至第十八季），之後進行評審，一人出局，餘下兩人會在時裝展上比試，一人會勝出比賽。第十三季以後，由於只有兩強，廣告或照片會連同時裝展一同評審，然後選出冠軍。在第十七季，有三強（但Angelea沒有到評審，被取消資格），廣告或照片會連同時裝展一同評審，然後選出冠軍。
而有十四名參賽者或有棄權的參賽者，節目都會有不同情況的安排。例如第三、四、十至十一、十三、十五至十八季皆有十四名參賽者，都會有特別的淘汰發生，當中以第三、十一、十三及十五季有一名參賽者於評審室之外被淘汰，第四季有兩名參賽者同時被淘汰，第十、第十六季則有一名參賽者棄權，同時淘汰另一名參賽者，而第十八季分別有兩名參賽者退出，可是節目在這兩個情況下所作的安排都不同。另外雖然第五、九季有十三名參賽者，但其間有參賽者棄權，所以第五季的其中一集有評審卻沒淘汰，第九季則由原本被淘汰的參賽者繼續作賽，而第十三季以後則在四強階段淘汰兩人（儘管第十四季只得十三名參賽者），但十六季則因為賽程中參賽者棄賽，使得賽程中額外多淘汰一人，使得又變成三取二的狀況，沒有採用原本四取二的計畫。而第十七季最為混亂，第十七季第五集沒有淘汰在第十七季第七集淘汰了兩人，有三強參加廣告照片拍攝和時裝秀，但Angelea被取消資格，所以最後仍為兩強評審。第十八季第四集甚至出現包尾四人的窘境，因為先前有參賽者的離場棄賽的關係，所以在這一集無人遭到淘汰，不過在第十集又有一參賽者在淘汰另一參賽者時離場棄賽，雖然情況跟第九季的相似，評判卻採用了第十六季的淘汰方式，即是說額外多淘汰一人及三取二的狀況再次出現，第十九季是首次三強進行最後評審，以上均為特別的淘汰情況。

## 影響
雖然America’s Next Top Model曾創下真人秀紀錄。但廿幾年來出產的Top Model不多。2018年出席了Met Gala 2018的Winnie Harlow算是少數從節目誕生的Top Model，她是節目第21季的第六名，但她表示該節目對她的事業幫助不大。

## 季度摘要
| 季度 | 首播日期       | 參賽者人數 | 勝出者            | 出國地點                                   |
| ---- | -------------- | ---------- | ----------------- | ------------------------------------------ |
| 1    | 2003年5月20日  | 10         | Adrianne Curry    | 法國：巴黎                                 |
| 2    | 2004年1月13日  | 12         | Yoanna House      | 義大利：米蘭                               |
| 3    | 2004年9月22日  | 14         | Eva Pigford       | 牙买加：蒙特哥貝 日本：東京                |
| 4    | 2005年3月2日   | 14         | Naima Mora        | 南非：開普敦                               |
| 5    | 2005年9月21日  | 13         | Nicole Linkletter | 英国：倫敦                                 |
| 6    | 2006年3月8日   | 13         | Danielle Evans    | 泰國：曼谷 & 布吉島                        |
| 7    | 2006年9月20日  | 13         | CariDee English   | 西班牙：巴塞隆納                           |
| 8    | 2007年2月28日  | 13         | Jaslene Gonzalez  | ：悉尼                                     |
| 9    | 2007年9月19日  | 13         | Saleisha Stowers  | 安地卡及巴布達：聖約翰斯 中国：上海 & 北京 |
| 10   | 2008年2月20日  | 14         | Whitney Thompson  | 義大利：羅馬                               |
| 11   | 2008年9月3日   | 14         | McKey Sullivan    | 荷蘭：阿姆斯特丹                           |
| 12   | 2009年3月4日   | 13         | Teyona Anderson   | 巴西：聖保羅                               |
| 13   | 2009年9月9日   | 14         | Nicole Fox        | 美国：拉斯維加斯 & 茂宜島                  |
| 14   | 2010年3月10日  | 13         | Krista White      | 新西兰：奧克蘭 & 皇后鎮                    |
| 15   | 2010年9月8日   | 14         | Ann Ward          | 義大利：威尼斯 & 米蘭                      |
| 16   | 2011年2月23日  | 14         | Brittani Kline    | 摩洛哥：馬拉喀什                           |
| 17   | 2011年9月14日  | 14         | Lisa D'Amato      | 希腊：克里特島                             |
| 18   | 2012年2月29日  | 14         | Sophie Sumner     | 加拿大：多倫多 中国：澳門 & 香港           |
| 19   | 2012年8月24日  | 13         | Laura James       | 牙买加：蒙特哥貝                           |
| 20   | 2013年8月2日   | 16         | Jourdan Miller    | 印度尼西亞：峇里島                         |
| 21   | 2014年8月18日  | 14         | Keith Carlos      | ：首爾                                     |
| 22   | 2015年8月5日   | 14         | Nyle DiMarco      | 美国：拉斯維加斯                           |
| 23   | 2016年12月12日 | 14         | India Gants       | 美国：紐約                                 |
| 24   | 2018年1月9日   | 15         | Kyla Coleman      | 美国：洛杉磯                               |

## 比賽小資料
節目配樂
| 歌曲名稱           | 歌手/團體名稱   |
| ------------------ | --------------- |
| Swing Baby Swing   | The DNC         |
| Hot Chicks         | The DNC         |
| Num Num            | The DNC         |
| Kill Me Every Time | Blue Stahli     |
| Free For all       | Nick Nolan      |
| Top Model          | Marvin Fequiere |

歷屆宣傳所用歌曲
| 季數     | 歌曲名稱                     | 歌手/團體名稱                                  |
| -------- | ---------------------------- | ---------------------------------------------- |
| 第七季   | Hot Stuff (I Want You Back)  | The "Pussycat Dolls"                           |
| 第八季   | Le Disko                     | Shiny Toy Guns                                 |
| 第八季   | One Shot                     | Danity Kane                                    |
| 第九季   | Shut Up And Drive            | Robyn "Rihanna" Fenty                          |
| 第十季   | Feedback                     | "Janet" Damita Jo Jackson                      |
| 第十一季 | When I Grow Up               | The "Pussycat Dolls"                           |
| 第十二季 | The Fame                     | Stefani Joanne Angelina Germanotta "Lady Gaga" |
| 第十三季 | Good Girls Go Bad            | Cobra Starship                                 |
| 第十四季 | Watch Me Move                | Felicia Lily "Fefe" Dobson                     |
| 第十四季 | Go Getta                     | "Stella" Nyambura Mwangi                       |
| 第十五季 | Rich And Famous              | "Joy" Charity Enriquez                         |
| 第十六季 | Twenty Two                   | "Lily" Rose Beatrice Allen                     |
| 第十七季 | You Make Me Feel             | Cobra Starship                                 |
| 第十八季 | Engerland (Fabio The Daddyo) | Blues Saraceno                                 |

歷屆超模發展廣告
從第三季開始，每星期都會舉辦投票選出一位參賽者成為當週封面女孩(CoverGirl of The Week)，此活動到了第十季宣告結束。在第十一季之後，取代當週封面女孩的特別企劃則是超模發展廣告(Top Models in Action)，超模發展廣告會由旁白Nigel Barker來對歷屆女孩賽後發展的情況做介紹。
| 集數     | 第十一季             | 第十二季             | 第十三季            |
| -------- | -------------------- | -------------------- | ------------------- |
| 第一集   |                      |                      |                     |
| 第二集   | Toccara（第三季）    |                      |                     |
| 第三集   | Shannon（第一季）    |                      |                     |
| 第四集   | Lisa（第九季）       | Bianca（第九季）     | McKey（第十一季）   |
| 第五集   | Chantal（第九季）    | April（第二季）      | Samantha（第八季）  |
| 第六集   | Eugene（第七季）     | Whitney（第十季）    | Lisa（第九季）      |
| 第七集   | Danielle（第六季）   | Heather（第九季）    | Fo（第十二季）      |
| 第八集   | Nicole（第五季）     | Claire（第十季）     | Nicole（第五季）    |
| 第九集   | Jaslene（第八季）    | Bre（第五季）        | Natalie（第十二季） |
| 第十集   | Katarzyna（第十季）  | Eva（第三季）        | Katarzyna（第十季） |
| 第十一集 | Mollie Sue（第六季） | Samantha（第十一季） | Fatima（第十季）    |
| 第十二集 | Kim（第五季）        | Yaya（第三季）       | Teyona（第十二季）  |
| 第十三集 | Anya（第十季）       | Fatima（第十季）     | Danielle（第六季）  |

各季參賽者播出順序
| 季度     | 人數 | 當季第一位播出      | 當季第二位播出       | 當季第三位播出   | 當季第四位播出    | 當季第五位播出 | 當季第六位播出      | 當季第七位播出 |
| -------- | ---- | ------------------- | -------------------- | ---------------- | ----------------- | -------------- | ------------------- | -------------- |
| 第一季   | 10   | Shannon（亞軍）     |                      |                  |                   |                |                     |                |
| 第二季   | 12   | April（第四名）     |                      |                  |                   |                |                     |                |
| 第三季   | 14   | Toccara（第七名）   | Eva（冠軍）          | Yaya（亞軍）     |                   |                |                     |                |
| 第四季   | 14   |                     |                      |                  |                   |                |                     |                |
| 第五季   | 13   | Nicole（冠軍）      | Kim（第五名）        | Bre（季軍）      | Nicole（冠軍）    |                |                     |                |
| 第六季   | 13   | Danielle（冠軍）    | Mollie Sue（第九名） | Danielle（冠軍） |                   |                |                     |                |
| 第七季   | 13   | Eugene（季軍）      |                      |                  |                   |                |                     |                |
| 第八季   | 13   | Jaslene（冠軍）     | Samantha（第十二名） |                  |                   |                |                     |                |
| 第九季   | 13   | Lisa（第六名）      | Chantal（亞軍）      | Bianca（第四名） | Heather（第五名） | Lisa（第六名） |                     |                |
| 第十季   | 14   | Katarzyna（第五名） | Anya（亞軍）         | Whitney（冠軍）  | Claire（第八名）  | Fatima（季軍） | Katarzyna（第五名） | Fatima（季軍） |
| 第十一季 | 14   | Samantha（亞軍）    | McKey（冠軍）        |                  |                   |                |                     |                |
| 第十二季 | 13   | Fo（第五名）        | Natalie（第六名）    | Teyona （冠軍）  |                   |                |                     |                |

  當季未能出國的參賽者
  重複出現的參賽者
註 第十三季第十集與第十一集的TMiA播出順序：
官網釋出影片順序為Katarzyna，Fatima。
某些電視台播放順序為Fatima，Katarzyna。
以上表格以官網順序為主。

## 外部連結
- UPN - ANTM Central（页面存档备份，存于）
- CW 官網
- 互联网电影数据库（IMDb）上《全美超級模特兒新秀大賽》的资料（英文）